# مدرب اللياقة البدنية
المدرب الرياضي او مدرب اللياقة البدنية هو مقدم رعاية صحية معتمد ومرخص يعمل في مجال الطب الرياضي. وقد اعترفت الجمعية الطبية الأمريكية (AMA) بتدريب اللياقة البدنية كمهنة صحية مساندة منذ عام 1990.

كما عرّفته لجنة التنفيذ الاستراتيجي التابعة للرابطة الوطنية لمدربي اللياقة البدنية (NATA) في أغسطس 2007:
“يُمارس تدريب اللياقة البدنية من قبل مدربي اللياقة، وهم مقدمو رعاية صحية يتعاونون مع الأطباء لتحسين النشاط ونوعية الحياة للمرضى، سواء كانوا من الأفراد النشطين بدنيًا أو غير النشطين. ويشمل تدريب اللياقة البدنية الوقاية والتشخيص والتدخل في الحالات الطبية الطارئة والحادة والمزمنة التي تنطوي على إعاقات وقيود وظيفية.”
“يشمل تدريب اللياقة البدنية الوقاية، والفحص، والتشخيص، والعلاج، وإعادة التأهيل للإصابات والحالات الطبية الطارئة أو الحادة أو المزمنة. وقد اعترفت كل من الجمعية الطبية الأمريكية (AMA) وإدارة خدمات الموارد الصحية (HRSA) ووزارة الصحة والخدمات الإنسانية (HHS) بتدريب اللياقة البدنية كمهنة صحية مساندة.”
للتأهل كمدرب لياقة بدنية، يجب على الشخص الحصول على درجة الماجستير من برنامج تعليمي مهني معتمد، ومن ثم اجتياز امتحان مجلس الشهادات (BOC). وبحلول عام 2023، ستُطلب درجة الماجستير من جميع البرامج المهنية المعتمدة. ثم تكون هناك وكالات تنظيمية خاصة بكل ولاية تنظم ممارسة المهنة فيها. وتتطلب معظم الولايات (43) حصول مدربي اللياقة البدنية على ترخيص للعمل، بينما تتطلب 4 ولايات (هاواي، مينيسوتا، أوريغون، ويست فرجينيا) التسجيل، وتطلب ولايتان (نيويورك، ساوث كارولينا) الشهادة، في حين أن ولاية كاليفورنيا لا تضع لوائح محددة لممارسة مهنة تدريب اللياقة البدنية.
تشمل مجالات خبرة مدربي اللياقة المعتمدين:
- استخدام الأجهزة الوقائية أو الوقائية من الإصابات، مثل الأربطة والعصابات والدعامات
- التعرف على الإصابات وتقييمها
- تقديم الإسعافات الأولية أو الرعاية الطارئة
- تطوير وتنفيذ برامج إعادة التأهيل للمصابين
- وضع وتنفيذ برامج شاملة للوقاية من الإصابات والأمراض بين الرياضيين
- أداء المهام الإدارية مثل الاحتفاظ بالسجلات وكتابة تقارير عن الإصابات وبرامج العلاج[5]

تُقدم خدمات مدربي اللياقة في مجموعة واسعة من البيئات، بما في ذلك مرافق التدريب الرياضية، والمدارس، والجامعات، وعيادات إعادة التأهيل للمرضى الداخليين والخارجيين، والمستشفيات، ومكاتب الأطباء، والمراكز المجتمعية، وأماكن العمل، وحتى في الجيش. وتشمل الأماكن الناشئة لممارسة مهنة تدريب اللياقة فرص الزمالة في الجراحة.

## البرامج التعليمية
تشرف لجنة اعتماد التعليم في تدريب اللياقة (CAATE) على معايير المناهج لجميع البرامج التعليمية المعتمدة. وتحدد هذه المعايير محتوى الدروس النظرية والتدريب العملي في البرامج التعليمية، وتشمل المجالات التالية:
- إدارة المخاطر والوقاية من الإصابات
- دراسة أمراض وإصابات الجهاز الحركي
- الفحص السريريّ والتقييم العظمي
- الحالات الطبية والإعاقات
- الرعاية الحادة للإصابات والأمراض
- الطرق العلاجية
- التمارين العلاجية و إعادة التأهيل
- التدخل النفسي و الإحالة
- التغذية المتعلقة بالإصابات والأمراض
- إدارة الرعاية الصحية
- التطوير المهني والمسؤولية

## برامج مابعد الإحتراف
هناك عدة برامج ماجستير في تدريب اللياقة البدنية مخصصة للمدربين المعتمدين الذين يرغبون في أن يصبحوا باحثين أو محترفين متقدمين. من بين الجامعات التي تقدم برامج ماجستير ما بعد الاحتراف: جامعة A.T. Still، جامعة هاواي في مانوا، جامعة ولاية إلينوي، جامعة ولاية إنديانا، جامعة إنديانا، جامعة كنتاكي، جامعة ولاية ميشيغان، جامعة ميشيغان الغربية، جامعة كارولينا الشمالية في تشابل هيل، جامعة أوهايو، جامعة أوريغون، جامعة كاليفورنيا في بنسلفانيا، جامعة توماس جيفرسون، جامعة تمبل، جامعة أولد دومينيون، جامعة توليدو، جامعة فيرجينيا، جامعة ميزوري، جامعة ويبر ستيت، جامعة ميشيغان، جامعة نورث جورجيا، وجامعة وينونا ستيت.
تتوفر برامج دكتوراه في تدريب اللياقة البدنية، حيث تقدم كل منها مناهج دراسية متنوعة، وتشمل الجامعات التي تقدم برامج دكتوراه: جامعة إيداهو، وجامعة فلوريدا الدولية، وجامعة A.T. Still، وجامعة ولاية إنديانا، وجامعة أوهايو، وجامعة تمبل، وجامعة مورافيا.

## الفئات المستفيدة و أماكن العلاج
يعالج مدربو اللياقة البدنية فئات واسعة من الأفراد، بدءًا من الرياضيين الهواة والمحترفين وصولاً إلى المرضى الذين يحتاجون إلى رعاية تأهيلية للعظام. وتصف الرابطة الوطنية لمدربي اللياقة البدنية الفئات المستفيدة النموذجية على النحو التالي:
- الرياضيين الهواة والمحترفين
- الأفراد اللذين يعانون من إصابات عضلية هيكلية
- الباحثين عن تحسين القوة واللياقة البدنية والأداء
- الأفراد الذين يحددهم الطبيب

تُقدم خدمات مدربي اللياقة البدنية في مجموعة متنوعة من المواقع، مثل:
- عيادات التدريب الرياضي
- المدارس (الإبتدائية والثانوية والجامعية)
- عيادات اعادة التأهيل الخارجية
- المستشفيات
- أماكن العمل (التجارية والحكومية)
- المنشآت العسكرية ومرافق رعاية المحاربين القدامى
- منظمات الرياضة الإحترافية
- الفنون المسرحية